# 阮福淳 (国威公)

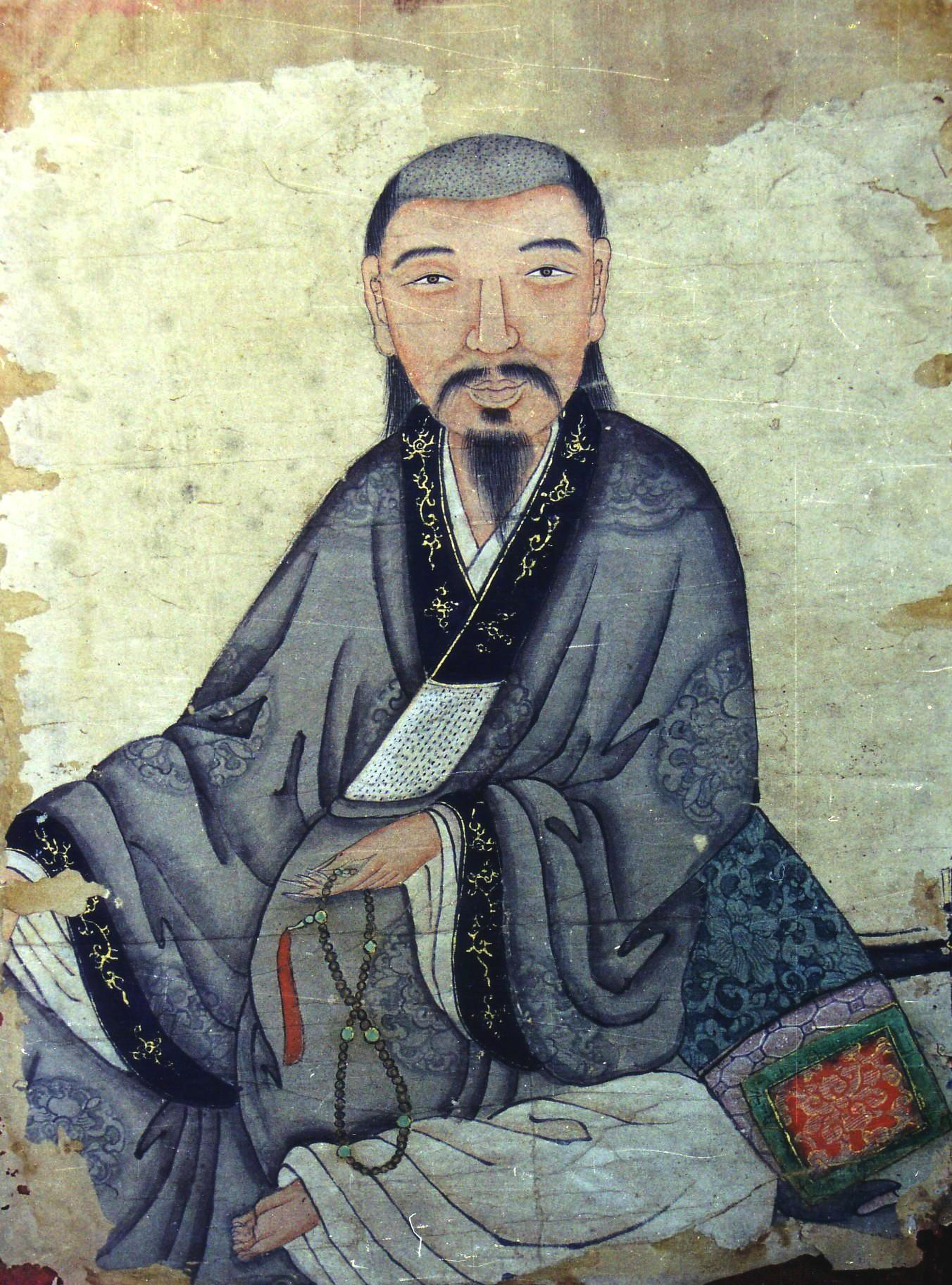
尊室協

阮福淳（越南语：／；1653年—1675年8月6日），又名阮福協（越南语：／），廣南阮主第四代領袖阮福瀕的第四子、將領。

## 姓名
阮朝期間，為避定王（睿宗）阮福淳諱，同時因為阮朝將宗室旁支去姓而冠尊室氏，史籍稱他為尊室協（越南语：／）。

## 生平
阮福淳生母為慈敏孝哲皇后朱氏園，封為協德侯，任掌奇。陽德元年（1672年），北方的鄭主鄭柞派鄭根為水軍元帥、黎憲為步軍統率，發數萬大軍南侵阮氏。阮福淳被賢主任命元帥，與阮有鎰、阮美德據守各處，抗擊鄭軍。鄭軍久無功，加上鄭根行至𤅷江病重，鄭柞便令黎憲鎮守乂安、黎仕澈為河中都督，守各處要道，然後撤兵回昇龍。至此鄭阮紛爭告一段落。
德元二年六月十五（1675年8月6日），阮福淳因天花逝世。追贈明義宣力功臣、開府輔國上將軍、錦衣衛左軍都督府掌府事、少尉協郡公，諡全節，在雲梯社立祠。嘉隆四年（1805年）列在開國功臣上等，蔭其子孫一人世襲隊長，附祀太廟。明命十二年（1831年）追贈開國尊臣尊人府左尊正、特進壯武大將軍、中軍都統府掌府事、國威公（越南语：／），諡憲毅。

## 子
阮福淳有四名兒子：阮福潤、阮福醴、阮福韶和阮福攀，阮福潤與阮福韶均任掌營，贈少傅郡公。阮福潤是阮朝后期官员尊室訂的曾祖父。